# Publicidad ilícita
Según el art.3 de la Ley General de Publicidad (LGP) de España, se distinguen los siguientes tipos de publicidad ilícita:
a)  La publicidad que atente contra la dignidad de la persona o vulnere los valores y derechos reconocidos en la Constitución, especialmente en lo que se refiere a la infancia, la juventud y la mujer. 
b)  Anuncios dirigida a menores que les  incite a la compra de un bien o de un servicio, explotando su  inexperiencia o credulidad,
c)  La publicidad subliminal;  la que mediante técnicas de producción de estímulos de  intensidades fronterizas con los umbrales de los sentidos o análogas,  pueda actuar sobre el público destinatario sin ser conscientemente  percibida.
d)  La que infrinja lo dispuesto en la normativa  que regule la publicidad de determinados productos, bienes, actividades o  servicios.
e)  La publicidad engañosa, la publicidad desleal y la publicidad agresiva, que tendrán el carácter de actos de competencia desleal en los términos contemplados en la Ley de Competencia Desleal.

## Publicidad engañosa
El art. 4 LGP dispone que “es engañosa la publicidad que de cualquier manera, incluida su presentación, induce o puede inducir a error a sus destinatarios, pudiendo afectar a su comportamiento económico, o perjudicar o ser capaz de perjudicar a un competidor. Es asimismo engañosa la publicidad que silencie datos fundamentales de los bienes, actividades o servicios cuando dicha omisión induzca a error a los destinatarios”. 
Figuras específicas:
- Publicidad encubierta: Se da cuando el destinatario no es consciente de que dicha manifestación constituye una actividad publicitaria, dándole la  impresión de que se encuentra ante un mensaje difundido por un tercero imparcial ajeno al anunciante.  Se produce un engaño a los destinatarios, pero no sobre el contenido del mensaje sino sobre el modo o la forma de presentar la misma, porque el destinatario al no reconocer la publicidad como tal le otorga una mayor credibilidad.
- Publicidad engañosa por omisión: La omisión de características fundamentales de los bienes y servicios sólo dará origen a un supuesto de publicidad ilícita cuando se silencien datos fundamentales y tal omisión implique engaño.
- La “letra pequeña”: Se trata de un recurso publicitario frecuente que consiste en la utilización de un mensaje captatorio o llamativo que atrae de modo especial la atención de los destinatarios, en un mensaje que luego resulta matizado en caracteres tipográficos menos destacados o en imágenes menos llamativas. Estos mensajes recogidos en “letra pequeña” se considerarán engañosos cuando no presenten un carácter secundario, sino que maticen o modifiquen de forma sustancial el mensaje principal que se pretende destacar, o cuando no puedan ser captados por el destinatario.
- La exageración publicitaria: Queda definida como: “Aquella alabanza de tono altisonante, con un núcleo verdadero, concreta y comprobable, que no es tomada en serio por el público”. Este tipo de publicidad no está sometida al principio de veracidad (que exige que lo que vendes sea cierto), pues no es tomada en serio por el público al que se dirige, por lo que no presenta riesgo alguno de que este se vea inducido a error ni, por tanto, de que afecte al interés económico de los consumidores ni de los competidores. No obstante, no es admisible en publicidad de medicamentos, financiera, dirigida al público infantil, etc.
- Publicidad de tono excluyente: Se entiende como aquella publicidad con un contenido informativo y comprobable que es tomada en serio por el público destinatario al que se dirige o alcanza y a través de la cual se manifiesta que la empresa, producto o servicio anunciados ocupan una posición preeminente en el mercado, posición que no es alcanzada por ningún competidor. Ejemplo: “Número 1 en ventas". Las alegaciones de tono excluyente serán ilícitas por su carácter engañoso cuando no estén apoyadas en hechos ciertos y demostrados.

## Publicidad desleal
El art. 7 de la LCD (Ley de Competencia Desleal) señala que: “Se considera desleal la utilización o difusión de indicaciones incorrectas o falsas, la omisión de las verdaderas y cualquier otro tipo de práctica que, por las circunstancias en que tenga lugar, sea susceptible de inducir a error a las personas a las que se dirige o alcanza, sobre la naturaleza, modo de fabricación o distribución, características, aptitud en el empleo, calidad y cantidad de los productos, y, en general, sobre las ventajas realmente ofrecidas”.

## Publicidad que infrinja lo dispuesto en la normativa sectorial
Que resulte de aplicación es decir en la normativa que regule la publicidad de determinados productos, o servicios.
El art.8. 1 de la LGDCU (Ley General de Consumidores y Usuarios) estipula que : “La oferta, promoción y publicidad de los productos, actividades o servicios, se ajustarán a su naturaleza, características, condiciones, utilidad o finalidad, sin perjuicio de lo establecido en las disposiciones sobre publicidad y de acuerdo con el principio de  conformidad con el contrato regulado en su legislación específica. Su contenido, las prestaciones propias de cada producto o servicio y las condiciones y garantías ofrecidas, serán exigibles por los consumidores y usuarios, aun cuando no figuren expresamente en el contrato celebrado o en el documento o comprobante recibido”.